# Rubicon-Pisciatello
Le Rubicon-Pisciatello est l’objet d’une polémique, surtout vivace au XVIIIe siècle, qui a divisé les Romagnols sur le lit de l’antique Rubicon, que le cours des siècles et l’œuvre de l’homme ont profondément modifié. 

## Époque romaine

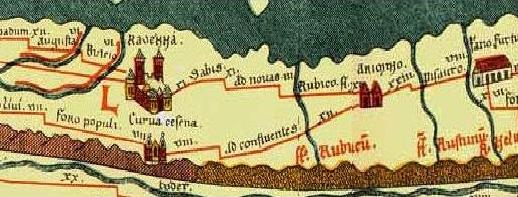
Extrait de la table de Peutinger entre Ravenne et Rimini

- La première trace littéraire du Rubicon-Pisciatello apparaît à la suite de l’affaire du Alea jacta est lorsque Jules César le 12 janvier –49 traversa la rivière, frontière entre la Gaule cisalpine et la République romaine donnant le départ de la guerre civile.
- la première trace écrite sur le Rubicon apparaît sur la Tabula Peutingeriana. Cette table réalisée au XIIIe siècle et une copie des itinéraires et routes romaines du IIIe – IVe siècle environ. Un extrait de cette table est décrit par l’ingénieur A. Veggiani[1] :

La Table rapporte divers noms de localités et de fleuves avec les distances relatives en milles (qui correspond à 1,48 km).
- - Sur la Popilia Ravenne-Rimini: à 12 milles d’Arimino (17,76 km de Rimini) il y l’embouchure du fl.Rubico (le fleuve Rubicon), à 3 milles (4,44 km) du fl.Rubico : il y a l'habitât de Ad Novas (Cesenatico), à 11 milles (16,28 km) de Ad Novas : le fl.Sabis (fleuve Savio), à 11 milles du fl.Sabis : Ravenna.
  - Sur la Via Emilia de Piacenza à Rimini : à 12 milles d’Arimino (17,76 km de Rimini) : l’habitât de Ad Confluentes et à 8 milles (11,84 km) de Ad Confluentes : Curva Cesena (Cesena).

En supposant que, sur la Tabola Peutigeriana, Ad Confluentes correspond à la confluence de la Via Emilia et du fl.Rubico ; ces positions correspondent à peu près à la position du Rigoncello (aujourd’hui la Rigossa), le torrent qui traverse Gambettola et qui rejoint le Pisciatello et le Fiumicino à Gatteo a Mare.
- Le cours des anciens fleuves qui traversaient les zones a été défini ainsi par Veggiani : 
  - le fleuve Savio au nord de Cesena avec un parcours semblable à l'actuel ;
  - Le Pisciatello né des confluences des rii Marano et Donegaglia, au sud-est de Cesena qui aboutissait près de Ad Novas, après avoir reçu les eaux du Cesuola-Mesola.
  - Le Rubicon (Urgon en dialecte) qui descendait de Strigara, Monteleone, Montiano jusqu'à Calisese et de là s'orientait au Nord-Est le long du lit, qui est aujourd'hui celui du Rigoncello et allait aboutir près de Gatteo a Mare après avoir reçu de droite la Rigossa et le Fiumicino provenant de Savignano
  - Le torrent Luso (Uso) avait un cours semblable à l'actuel.

## Haut Moyen Âge

### Bouleversement climatique
- Il est établi qu’à l’époque du haut Moyen Âge, entre les années 400 et 750, y eut une aggravation climatique considérable, avec des températures plus basses, une avancée des glaciers et l'augmentation de la pluviosité, sans oublier quelques séismes. À ces bouleversements météorologiques coïncident les invasions barbares ; il s’ensuivit la décadence de la vie civile et des connaissances techniques. Il est aisé de comprendre que ceux-ci furent des siècles de grands bouleversements hydrogéologiques avec de violents débordements fluviaux, de l'érosion des sols et des dépôts alluvionnaires qui ont bouleversé tout le territoire[2].
- Un autre témoignage est apporté par Procope de Césarée, historien byzantin du VIe siècle, dans ses récits de la guerre entre l’empereur  Justinien et les Goths, écrivit que le général Narsès (552-553) descendant vers Ravenne pour affronter le roi Totila avec les troupes byzantines, connut de grandes difficultés pour avancer dans cette zone très marécageuse située entre Ravenne et Rimini (zone occupée par quelques habitations sur des terres surélevées du rivage adriatique)[3].

### Le cours des torrents
- Notre Rubicon, à Calisese, à la suite d'une violente crue, sortit de son lit et, plutôt que poursuivre en direction du Nord-Est, comme avant, se déplaça au nord jusqu'à s'introduire dans le lit du Pisciatello et de poursuivre, avec autres déviations, jusqu'à Cesenatico, en créant ainsi un nouveau fleuve Rubicon-Pisciatello.
- L’ancien lit dans la vallée de Calisese, abandonné par le Rubicon et resté avec peu d'eau, prit le nom de Rigoncello, en recevant encore à droite les eaux de la Rigossa.
- Le Pisciatello, à Villa Casone, est dévié au nord dans la Mesola afin d’éviter les territoires trop marécageux à l’Est de Ad Novas.
- Au Sud de Cesena, le Cesuola est dévié de son cours normal pour rejoindre le Savio (ex Sabis).

### Le réseau routier
Même le système routier fut bouleversé. La voie romaine Popilia fut remplacée par une nouvelle route côtière, la Via Littorale (aujourd’hui la Romea), plus près de la mer, pendant que la via del Confine, provenant de Pisignano, s'interrompait à la hauteur de Villalta et déviait au sud, en passant par Sala, S. Angelo et Gatteo pour joindre la Via Emilia entre Savignano et Compito.

## XIIIesiècle
Une documentation relative à un litige (1268) entre l’abbaye de Classe et la commune de Cesena, relate l’existence d’un Pissatellus vetus et d’un Pissatellus novum : Après un nouveau processus climatique négatif des XIe et XIIe siècles, le Pisciatello reprit son ancien parcours romain jusqu’au hameau de Bagnarola pour s’ouvrir un autre lit plus au sud, en direction de Ponte Rosso, via un canal de bonification. Le Pisciatello prit le nom de Pissatellus novum.

## XVesiècle
Boccaccio (1313-1375), au XIVe siècle, dans son traité (De montibus, silvis, fontibus, lacubus, fluminibus, stagnis seu paludis, et de nominibus maris liber, 1360) identifiait le Rubicon dans le Pisatellum, celui qui aujourd’hui est connu comme le torrent Pisciatello.
À la fin du XVe siècle (1496), le Rubicon-Pisciatello fut éloigné artificiellement de Cesenatico, où il provoquait des dommages aux salines et à Porto Cesenatico avec ses débordements, et est dévié dans son ancienne, et actuelle, fosse, celle du Fiumicino-Rigoncello-Rigossa.

## XVIIeetXVIIIesiècles

### Pour le fleuve Uso
Pendant ces deux siècles, une série d’actions est portée par les gens de Rimini pour faire admettre que le fleuve Luso (Uso aujourd’hui) est le véritable Rubicon.
- Déjà en 1641, monseigneur Giovanni Villani[6]avair soutenu les raisons de l'Uso, le  répétant en 1647 avec la « Dissertatio de Rubocone Antiquo ».
- En 1743, le mathématicien Domenico Vandelli de Modène avait soutenu «la correspondance de l’Uso au Rubicone »[7].
- Le chercheur et polygraphe Giovanni Bianchi (Iano Planco, 1693-1775) identifie le « Rubicon des Anciens » dans la rivière Luso (Uso), en 1746, il confirme que Luso ne devait pas être confondu avec l’« Aprusa de Pline », c'est-à-dire l’Ausa, comme prétendait Cesena et qu'il était « le véritable Rubicon des Ancient »[8].

En 1748, Bianchi relance la polémique avec une nouvelle, du style de Boccace, dans laquelle le fleuve Uso, par prosopopée, confesse « soutenir que tous les érudits sont et seront toujours pour le vrai Rubicon ».
- Luso (Uso) passe dans la paroisse de la « riche chapelle de SS. Vito e Modesto » à San Vito[9]d’où est titulaire depuis le 6 mai 1749 Giovanni Paolo Giovenardi (élève de G. Bianchi)[10], celui-ci en novembre de la même année, fait mettre sur la rive orientale du fleuve, sur le terrain du cimetière de la même église, une plaque avec l'inscription portant les mots repris à Pline : «Finis Heic Italiae Quondam Rubicon ».  La pierre tombale suscita un différend juridique issu de Cesena en 1750 et qui dura jusqu'au 4 mai 1756.

### Pour le Pisciatello
- Tableau qui indique le cours du fleuve Rubicon de G. Braschi, De vero Rubicone, Roma, 1733.
- Tableau de la côte romagnole entre Ravenne et Rimini de G. Braschi, De vero Rubicone, Roma, 1733.
- Tableau de l’antique Rubicon de Gabriello Maria Guastuzzi (1749)
- Tableau démontrant l’impossibilité que le fleuve Uso fût l’antique Rubicon, de S. Sassi, 1757.
- Tableau « Flaminia » musée du Vatican (couloir des cartes).

## Sources et Références
- Livre « Da S.Agata a Macerone », Banca di credite cooperativo di macerone, Claudio RIVA, 1994
- Livre « Cesenatico, da porto di Cesena à Comune » da Francesco Santucci, edit. « Il Ponte Vecchio » 1995.

1. ↑   Il Rubicone di Antonio Veggiani – Società Editrice Il Ponte Vecchio
2. ↑  A.VEGGIANI, L’uomo e le vicende della natura in Storia di Cesena III. La dominazione pontificale, Rimini, 1969, p.520
3. ↑  PROCOPIO, le guerre persiana, vandala, gotica, Torino, 1977, p.740
4. ↑  M.FANTUZZI, doc. n.LXVII : Divisione di terreni fra la città di Cesena ed il Monastero di S. Apollinare in Classe di Ravenne (22 novembre 1268)
5. ↑  A.VEGGIANI, Origine ed evoluzione del territorio di Cesenatico, in « la Marineria Romagnola, l’uomo, l’ambiente », 1978, p.20
6. ↑  G. Villani, Ariminesis Rubicon in Cæsenam Claramontii, Arimini 1641
7. ↑  A. Pecci, Note storico-bibliografiche intorno al Fiume Rubicone, Bologna 1889, p. 25.
8. ↑  Cfr. Nov., tomo VII, n. 50, 16 dicembre 1746, col. 790.
9. ↑  G. Urbani, Raccolta di Scrittori e Prelati Riminesi, SC-MS. 195, BGR, p. 764.
10. ↑  le biografie di G. P. Giovenardi (1708-1789) in SC-MS 227, Miscellanea Ariminensis Garampiana, Apografi, BGR